# Слуп (ратни брод)
Слуп (енгл. Sloop-of-war) је назив за ратни брод на једра из друге половине 18. века, мањи од корвете, а већи од брика, за патролну и ескортну службу, претежно у обалним водама и уским морима. Исти назив коришћен је у Првом и Другом светском рату за подврсту ескортног брода.

## Слуп на једра
Слуп је био једнопалубни, дво или тројарболни ратни брод са крижним и сошним једрима, био је наоружан са 8-24 топа калибра 4-6 фунти, распоређених по боковима на горњој, отвореној палуби, и имао је посаду од 60 до 120 људи. Британски слуп Наутилус  (енгл. HMS Nautilus) депласмана 316 т, дужине 29.3 м, ширине 8.2 м и газа 4 м, имао је 16 топова. У америчкој РМ слуп је био класификован као ратни брод  3. класе (испод линијског брода и фрегате), па се стога почетком 19. века под називом слуп често подразумевала мала корвета. Америчка и британска РМ користиле су га у рату 1812-1815. за крстаричка дејства, док је у руској морнарици употребљаван у многим научноистраживачким експедицијама у 19. веку.

### Парни слуп
Задржао се и у прелазном периоду као двојарболни или тројарболни ратни брод на једра и парни погон точковима или пропелером назван парни слуп (енгл. steam sloop of war, screw sloop of war),

### Бермудски слуп
Назив слуп задржао се на Бермудским острвима за спортску једрилицу са једним јарболом (енгл. Bermuda sloop), дужине 7-11 м, ширине око 2.5 м и газа 1.3-1.8 м, која се сматра најбржом на свету за једрење уз ветар. Већи типови, који имају уз 1 главно једро и две пречке, понекад се називају кутерима.

## Ескортни брод
Назив слуп појављује се, поново, тек у Првом светском рату, као подврста ескортног брода, а задржан је у том својству и и у Дугом светском рату: депласман до 1.500 т, топови калибра око100 мм, брзине до 20 чворова.